# Venise
Venise é uma comuna francesa na região administrativa de Borgonha-Franco-Condado, no departamento de Doubs. Estende-se por uma área de 6,18 km². Em 2010 a comuna tinha 525 habitantes (densidade: 85 hab./km²).